# Villa Pratola
Villa Pratola è una villa barocca situata nella frazione Ponzano Magra (località Madonnetta) del comune di Santo Stefano di Magra, nella val di Magra, in provincia della Spezia.
Costruita come casino di campagna dalla famiglia Remedi di Sarzana (SP) nei primi decenni del XVIII secolo, ha una facciata scenografica, dalla quale  discende una scala a tenaglia a due rampe di marmo, rivolta verso la strada statale 62 della Cisa, anticamente detta strada Romana.

## Storia
Sulle vicende costruttive della villa si hanno poche informazioni dettagliate, ma si 
ritiene che la costruzione sia iniziata nei primi anni del secolo XVIII. Tale attività coincise 
con un periodo di grande impegno, da parte della famiglia Remedi, nello sviluppo dell'abitato di Ponzano, oggi frazione del comune di Santo Stefano di Magra con il nome di Ponzano Superiore, ma nel secolo XVIII dotata di  autonomi statuti, il cui feudo era stato acquisito dai Remedi. Anche la costruzione di villa Pratola, con le migliorie e gli investimenti nelle attività agricole, fanno parte dell'impegno della famiglia sarzanese nel territorio pianeggiante ai piedi di Ponzano Superiore. I lavori di completamento e di ammodernamento delle decorazioni della villa si sono protratti nel corso del tempo: nata come residenza estiva, non fu abitata con continuità almeno fino al XX secolo. Il balcone in marmo sostenuto da due colonne doriche, di stile neoclassico, è stato collocato in facciata con probabilità nel corso del XIX secolo. Allo stesso periodo risalgono la costruzione del fabbricato a nord della villa , in posizione simmetrica a quello posto a sud, entrambi aventi in origine finalità di servizio all'attività agricola,
e il completamento del giardino. La villa fu danneggiata dal terremoto che investì la Lunigiana nel 1920, che causò parziali crolli dei solai, che dovettero essere ricostruiti.
La villa è stata di recente restaurata, nel rispetto del vincolo architettonico 
disposto nel 1934 dalla Soprintendenza per i Beni Ambientali e Architettonici
di Genova.

## Descrizione
La facciata principale, rivolta verso nord-est, è in stile barocco settecentesco e si caratterizza 
per un corpo in aggetto dal quale partono due scale in marmo (che, in pianta, disegnano una "U"), con parapetti di forma 
mistilinea, che collegano il giardino al primo piano dell'edificio e che rappresentano l'elemento più originale 
della scenografica architettura. Il muro d'attico con andamento mistilineo completa il profilo 
dell'edificio e ne determina il carattere stilistico.
Il corpo dell'edificio è invece di pianta rettangolare, caratterizzato da intonaco liscio e privo
di decorazioni particolari, mentre sulla facciata sono presenti vasi di marmo e un fastigio sormontato dallo stemma della famiglia Remedi.

### Giardino
Villa Pratola si trova nella bassa Valle del Magra, non lontano dal parco fluviale
del fiume Magra, di modo che la vegetazione del giardino rispecchia le caratteristiche
tipiche del clima mediterraneo della area geografica della provincia della Spezia 
Essenze quali il cipresso, la rosa, il limone, il rosmarino, diverse varietà di palma, il pino
mediterraneo, il geranio e il bosso, usato per le siepi, sono presenti nel giardino, 
insieme al cedro atlantica, mentre la campagna circostante è coltivata ad olivi
e viti, tradizionali colture della zona. 
Il giardino è frequentemente animato dal canto di uccelli migratori di varie specie, che
tipicamente frequentano la valle del Magra, (quali storni, rondini, rondoni) insieme ai più
familiari merli, passeri e tortore, che sono presenti nel corso dell'intero anno.

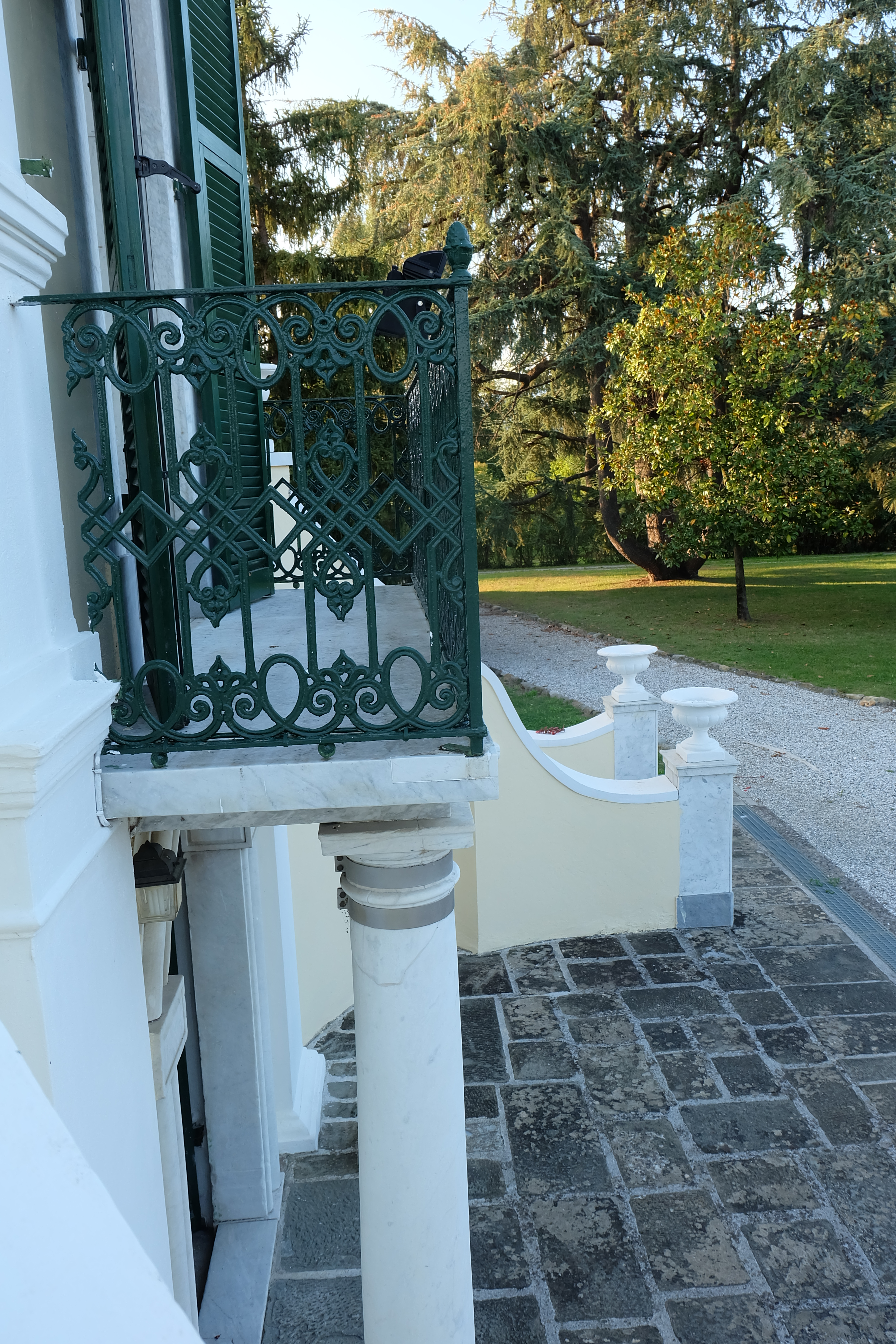
Vista laterale delle scalinate
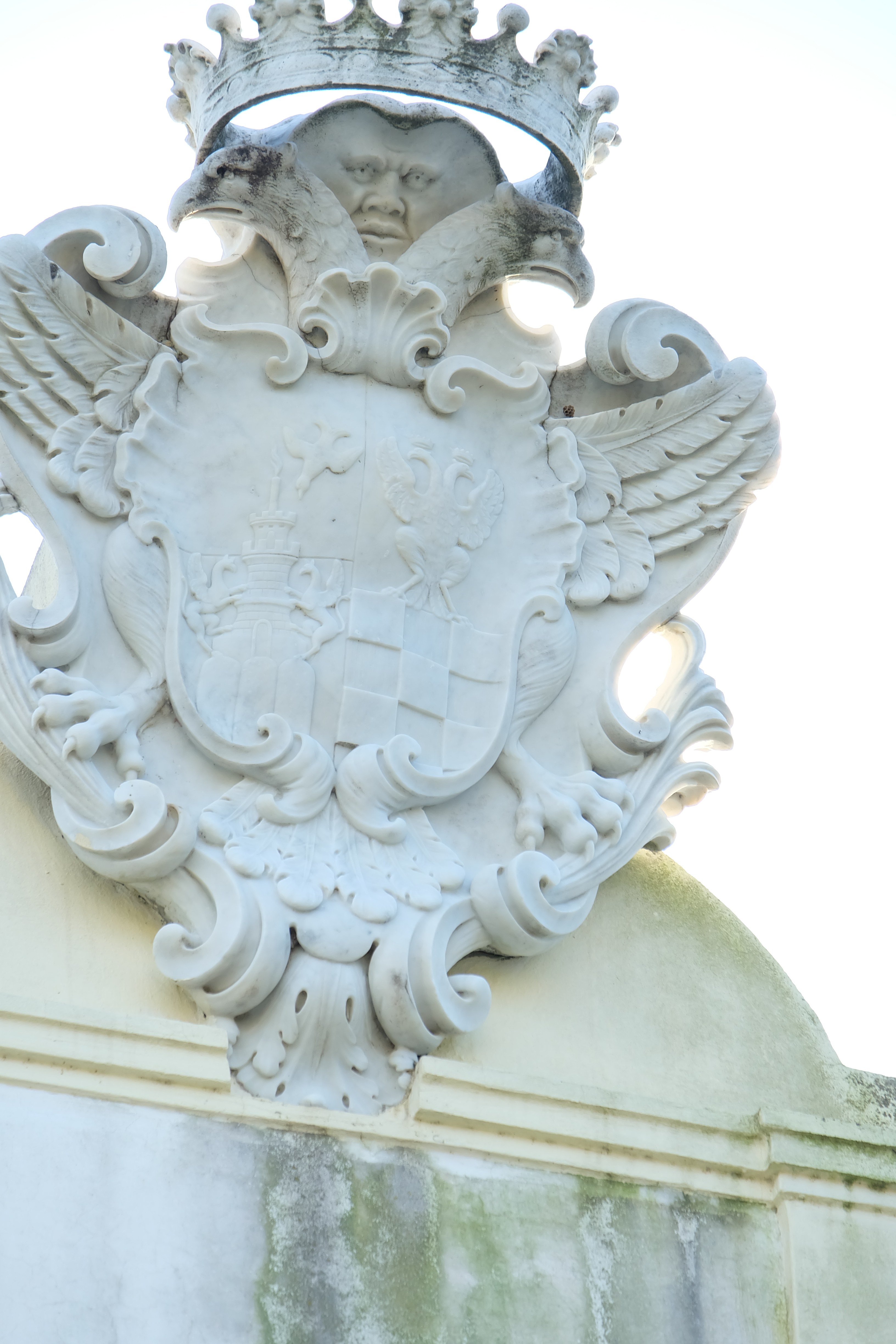
Dettaglio della facciata